# Karlheinz Knebel

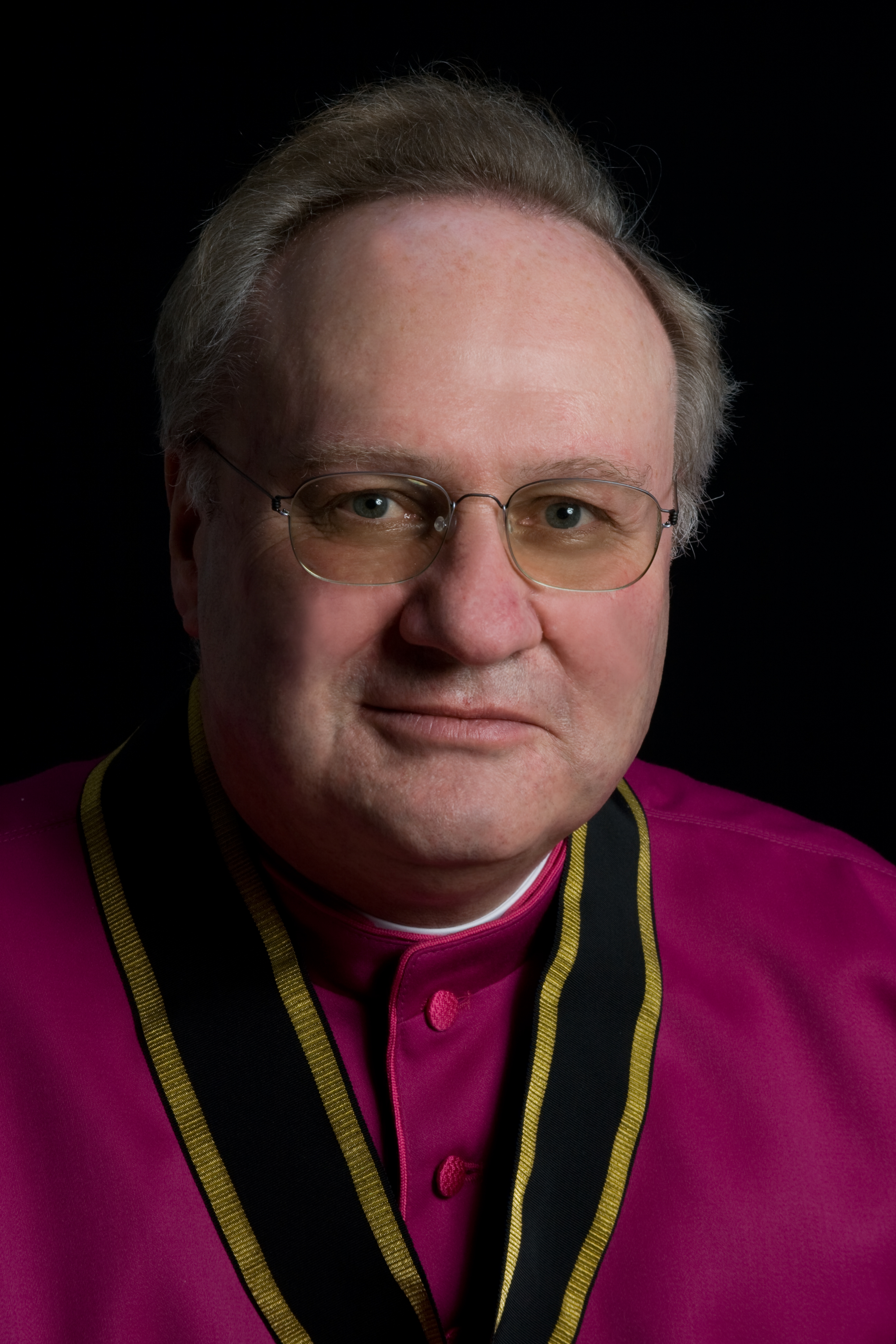
Karlheinz Knebel (2010)

Karlheinz Knebel (* 26. Oktober 1951 in Füssen; † 4. November 2017 in Augsburg) war ein deutscher römisch-katholischer Geistlicher und Generalvikar im Bistum Augsburg.

## Leben
Karlheinz Knebel trat 1972 in das Priesterseminar der Diözese Augsburg ein und empfing am 18. Juni 1978 durch Bischof Josef Stimpfle im Hohen Dom zu Augsburg die Priesterweihe. Seine Primiz wurde in seiner Heimatpfarrei in Füssen gefeiert. Anschließend war er bis 1979 Kaplan in Schrobenhausen in der Pfarrei des späteren Bischofs Mixa, bis 1980 Kaplan in Nördlingen und bis 1983 Kaplan in der Pfarrei St. Lorenz in Kempten. Von 1983 bis 1987 war er Pfarrer in Utting und von 1987 bis 2008 Pfarrer in Füssen, St. Mang. Die letzten vier Jahre, von 2004 bis 2008, war Karlheinz Knebel zugleich Leiter der Pfarreiengemeinschaft Füssen. Von 1989 bis 2008 leitete er als Dekan das Dekanat Füssen. Von 2005 bis 2008 war er Regionaldekan der Region Kaufbeuren-Ostallgäu.
Die Ernennung zum Generalvikar der Diözese Augsburg als Nachfolger von Josef Heigl erfolgte 2008 durch den Augsburger Bischof Walter Mixa. Gleichzeitig wurde ihm die Hauptverantwortung für alle Personalbereiche übertragen. 2009 wurde er zum Domkapitular ernannt. In der Zeit der Sedisvakanz vom 8. Mai bis 22. Oktober 2010 war er der Ständige Vertreter des Diözesanadministrators Weihbischof Josef Grünwald. Am 23. Oktober 2010 ernannte ihn der Augsburger Bischof Konrad Zdarsa wiederum zum Generalvikar. 2012 löste ihn Harald Heinrich ab und Knebel wurde Bischofsvikar für Kirche und Kultur und kirchliche Bildung. Ab 1. September 2011 war er zudem Summus Custos des Augsburger Domes. Seit 2012 war er Mitglied des Bildungsausschusses der Katholischen Akademie in Bayern und seit 2015 Mitglied Stiftung „Europäische Kulturtage Ottobeuren“.
2010 wurde er von Kardinal-Großmeister John Patrick Kardinal Foley zum Komtur des Päpstlichen Ritterordens vom Heiligen Grab zu Jerusalem ernannt und am 22. Mai 2010 durch Erzbischof Reinhard Marx, Großprior der deutschen Statthalterei, investiert. Seit 2011 war er in Nachfolge von Domkapitular Prälat Konrad Hölzl, der Prior der Komturei St. Ulrich und Afra in Augsburg. Er engagierte sich für zahlreiche Sozialprojekte im Heiligen Land. Er war Mitglied im Deutschen Verein vom Heiligen Lande.
Karlheinz Knebel starb am Gedenktag seines Namenspatrons Karl Borromäus an den Folgen eines Krebsleidens.

## Kritik
Seit 2014 stand Knebel wegen Verschwendung von Kirchenmitteln in der Kritik. Ihm wurde vorgeworfen in den Jahren 2008 bis 2012 dem Gaißacher Künstler und Inneneinrichter Erwin Wiegerling ohne Ausschreibung Aufträge in Höhe von mehr als 1,4 Millionen Euro erteilt zu haben. Dabei sei bereits für den Umbau des Kapitelsaales im Ordinariatsgebäude unter dem damaligen Bischof Walter Mixa ein Auftragsvolumen an denselben Inneneinrichter von mehr als EUR 550.000 geflossen. Ferner habe Knebel schon in seiner Zeit als Pfarrer und Dekan in Füssen an Wiegerling Aufträge in Höhe von 505.000 Euro vergeben. Ende Juli 2014 hatte Knebel angekündigt, einen Seitenaltar des Domes für 500.000 Euro umbauen zu lassen, obwohl der bestehende Altar erst vor 19 Jahren fertiggestellt wurde. Der Auftrag sollte an einen Allgäuer Architekt gehen, wurde aber nach der Kritik gestoppt. Ferner habe Knebel als oberster Kustos des Domes geplant, die Gotteslobablagen, Wegweiser, Ständer für Opferkerzen und Schriften zu erneuern. Der Kostenvoranschlag des abermals beauftragten Künstlers belief sich auf 100.000 Euro. Der Auftrag wurde nach Bekanntwerden zurückgezogen.

## Schriften
- zusammen mit Karlheinz Röder: St. Magnus … und Chaos wird Ordnung : eine tiefenpsychologische Deutung, Georgos-Verlag 1995, ISBN 978-3-926826-07-7.

## Ehrungen und Auszeichnungen
- Ernennung zum Monsignore durch Papst Johannes Paul II. (2003)
- Ernennung zum Ehrenprälaten Seiner Heiligkeit durch Papst Benedikt XVI. (2009)
- Aufnahme in den Ritterorden vom Heiligen Grab zu Jerusalem (2010)